# Аралица, Анте
Анте Аралица (хорв. Ante Aralica; род. 23 июля 1996, Загреб) — хорватский футболист, нападающий софийского «Локомотива».

## Биография
Воспитанник футбольных клубов «Шпанско» и «Загреб». Профессиональную карьеру начал в 2014 году в клубе «Лучко», выступавшем во втором по силе дивизионе Хорватии. Его успехи привлекли внимание загребского клуба «Локомотива», который выкупил контракт Аралица в феврале 2015 года, но оставил игрока в «Лучко» на правах аренды.
Спустя год Аралица получил шанс проявить себя в основной команде «Локомотивы», и 27 февраля 2016 года дебютировал в высшем дивизионе чемпионата Хорватии в матче против «Осиека» (3:1). Однако закрепиться в основном составе ему не удалось, и он продолжил карьеру на правах аренды в клубах «Сесвете» и «Рудеш».
Зимой 2018 года Аралица заключил трёхлетний контракт с болгарским «Локомотивом» (Пловдив), ставшим его первым зарубежным клубом. В составе новой команды хорват дебютировал в еврокубках, сыграв в квалификационных раундах Лиги Европы. Вместе с «Локомотивом» он выиграл Кубок Болгарии и Суперкубок Болгарии.
После двух лет в Болгарии в январе 2021 года Аралица продолжил карьеру в Румынии, присоединившись к «Германштадту». С 2021 по 2023 год выступал за албанскую «Влазнию», с которой стал обладателем Кубка Албании.
Сезон 2023/24 он провёл в польском клубе «Вечиста», представлявшем Краков в четвёртом по силе дивизионе страны.
Летом 2024 года Аралица вернулся в пловдивский «Локомотив», где стал лучшим бомбардиром команды в чемпионате, забив 12 голов.

## Достижения
- Победитель Кубка Болгарии: 2018/19, 2019/20
- Победитель Суперкубка Болгарии: 2020
- Победитель Кубка Албании: 2021/22